# ハイ・クライム
『ハイ・クライム』（High Crime）は、アメリカ合衆国のジャズ・ボーカリスト、アル・ジャロウが1984年に発表したスタジオ・アルバム。

## 背景
本作からのリード・シングルとなった「アフター・オール」は、元々は前作『ジャロウ』（1983年）用に作られた曲で、プロデューサーのジェイ・グレイドンの判断により没になったが、レーベル側がこの曲を推したことから再録音された。本作のクレジットでは、打ち込みを使用した曲において、実在しないミュージシャンの名前が記載されている。

## 反響
アメリカでは総合アルバム・チャートのBillboard 200で49位に達し、『ビルボード』のジャズ・アルバム・チャートでは2位、R&Bアルバム・チャートでは12位を記録した。1986年2月には、RIAAによりゴールドディスクの認定を受けた。第1弾シングル「アフター・オール」は、総合シングル・チャートのBillboard Hot 100で69位、『ビルボード』のアダルト・コンテンポラリー・チャートで6位、R&Bチャートで26位に達し、続く「レイジング・ウォーターズ」はR&BチャートでR&Bチャートで42位を記録した。
イギリスでは、1984年11月17日付の全英アルバムチャートで81位を記録するが、本作からのシングルは全英シングルチャート入りを逃した。

## 評価
第28回グラミー賞では、タイトル曲が最優秀男性R&Bボーカル・パフォーマンス賞にノミネートされた。リチャード・S・ギネルはオールミュージックにおいて5点満点中2.5点を付け「楽曲が以前ほど強力でなく、ジャロウの個性的なボーカルが積極的に生かされていない」と評している。

## 収録曲
1. レイジング・ウォーターズ - "Raging Waters" (Al Jarreau, Jay Graydon, Robbie Buchanan) - 4:27
2. イマジネイション - "Imagination" (A. Jarreau, J. Graydon, Clif Magness, Glen Ballard) - 4:44
3. マーフィーズ・ロウ - "Murphy's Law" (Steve Kipner, Paul Bliss) - 4:10
4. テル・ミー - "Tell Me" (A. Jarreau, J. Graydon, Greg Phillinganes) - 4:35
5. アフター・オール - "After All" (A. Jarreau, J. Graydon, David Foster) - 4:21
6. ハイ・クライム - "High Crime" (A. Jarreau, J. Graydon, Bobby Lyle) - 4:31
7. レッツ・プリテンド - "Let's Pretend" (A. Jarreau, Richard Page, Steve George, John Lang) - 4:00
8. スティッキー・ウィケット - "Sticky Wicket" (A. Jarreau, J. Graydon, G. Phillinganes) - 4:20
9. ラヴ・スピークス - "Love Speaks Louder Than Words" (Bill Champlin, Richard Feldman, Glenn Friedman) - 3:56
10. フォーリン - "Fallin'" (A. Jarreau, J. Graydon, Nathan East, Marcel East) - 4:57

## 参加ミュージシャン
- アル・ジャロウ - ボーカル
- ジェイ・グレイドン - ギター(on #1, #2, #3, #5, #6, #8, #9, #10)、シンセサイザー(on #2, #3, #4, #6, #10)
- ポール・ジャクソン・ジュニア - ギター(on #6, #8)
- ロビー・ブキャナン - シンセサイザー(on #1, #2, #4, #5, #9)、エレクトリックピアノ(on #6)
- グレッグ・フィリンゲインズ - シンセサイザー(on #4, #8, #10)
- デイヴィッド・フォスター - シンセサイザー、エレクトリックピアノ(on #5)
- ボビー・ライル - シンセサイザー(on #6)
- スティーヴ・ジョージ - シンセサイザー(on #7)
- ゲイリー・チャン - フェアライト・プログラミング(on #2)
- ポール・ブリス、スティーヴ・キプナー - コンピュータ・コンセプト(on #3)
- エリヒ・ブリング - シンセサイザー・プログラミング(on #5)
- ボー・トムリン - シンセサイザー・プログラミング(on #6, #10)
- Bob Beats - ベース(on #1)
- ネイザン・イースト - ベース(on #2, #10)
- Jake Jugs - ベース(on #4)
- Skinsoh Umor - ドラムス(on #1)
- Chip McSticks - ドラムス(on #2)
- Tyrone B. Feedback - ドラムス(on #4)
- マイク・ベアード - ドラムス(on #5)、シンバル(on #2, #4, #10)
- O. Rapage & Rug Toupé - ドラムス(on #7)
- U. L. Blowby - ドラムス(on #8)
- Tubs Margranate - ドラムス(on #9)
- Champ Time - ドラムス(on #10)
- パット・マステロット - エレクトロニック・ドラムス(on #7)
- ジェリー・ヘイ、ゲイリー・グラント - トランペット(on #2, #8)、フリューゲルホルン(#3)
- チャック・フィンドレー - トランペット(on #2, #8)
- ビル・ライヒェンバッハ、チャールズ・ローパー - トロンボーン(on #2, #8)
- リチャード・ペイジ - バッキング・ボーカル(on #3)
- ビル・チャンプリン、カーメン・トゥイリー - バッキング・ボーカル(#6, #8, #9)
- サイーダ・ギャレット - バッキング・ボーカル(on #8)